# Margot
Margot er et pigenavn afledt af Margrethe. Omkring 450 danskere bærer navnet ifølge Danmarks Statistik.

## Kendte personer med navnet
- Margot Fonteyn, engelsk ballerina.
- Margot Kidder, amerikansk skuespiller.
- Margot Lander, kgl. dansk solodanser.
- Margot Robbie, amerikansk skuespiller
- Margot Torp, dansk folketingspolitiker.
- Margot Wallström, svensk udenrigsminister og tidligere næstformand i Europa-Kommissionen.

## Navnet anvendt i fiktion
- Dronning Margot er en fransk historisk roman fra 1845 af Alexandre Dumas den ældre, filmatiseret som Dronning Margot i 1994.

## Kendt dansk træskib med navnet
- SSB-båden (Sydskandinavisk Klassebåd B) Margot, bygget 1927.